# Sami Hadawi
Sami Hadawi (en arabe : سامي هداوي ; 6 mars 1904 - 22 avril 2004) est un auteur palestinien. Il est reconnu pour avoir documenté les effets de la guerre israélo-arabe de 1948 sur la population arabe en Palestine et publié des statistiques sur les villages existants avant la création d'Israël. Spécialiste des questions foncières, il a continué après son exil de Jérusalem à travailler à la documentation des territoires de Palestine et a publié plusieurs ouvrages sur la guerre de 1948 et les réfugiés palestiniens.

## Biographie
Sami Hadawi est né à Jérusalem de parents chrétiens palestiniens. Au-delà, ses origines familiales sont incertaines : on en sait très peu sur celles de son père, allemandes, remontant peut-être à aux missionnaires de la Société des Templiers en Palestine ; et quand ses propres mémoires évoquent un couple uni, par delà une différence de milieu, dans une tradition anglicane commune, leur éditeur fait état du témoignage d'un proche selon lequel son père et sa mère, issus respectivement de familles juive allemande et musulmane, se seraient convertis ensemble au christianisme.
En 1915, après la mort de son père, tombé au combat sous l'uniforme ottoman, la famille déménage à Amman, en Jordanie. Trois ans plus tard, Sami Hadawi est employé comme interprète non officiel par l'Armée britannique, puis retourne l'année suivante en Palestine comme commis au Land Registration Office,.
Son intérêt pour la structure des villages arabes s'affirme au cours de ce travail, puis de celui qu'il assure au Land Settlement Department, de 1920 à 1927. Il devient finalement de 1938 à 1948 inspecteur et évaluateur de la valeur foncière, et principal contributeur des Village Statistics 1945: A Classification of Land and Area Ownership in Palestine, qui constituent un recensement des terres et de la population des localités arabes de Palestine mandataire.
Jusqu'en 1948, il vit dans la maison de son grand-père, dans le quartier juif de la vieille ville de Jérusalem. En 1948, avec sa femme Nora et leurs deux enfants, ils se construisent une maison à Katamon (en) ; mais ils sont contraints de partir, la même année, devant l'avancée des forces israéliennes.
Exilé, Sami Hadawi consacre son énergie à la cause palestinienne. Il remplit d'abord pour les autorités foncières jordaniennes une fonction similaire à celle qu'il occupait auprès des Britanniques. Il conserve ce poste jusqu'en 1952, date à laquelle il devient spécialiste foncier auprès de la Commission de conciliation des Nations unies pour la Palestine, à New York. Son travail consiste à déterminer l'étendue des biens que les réfugiés palestiniens ont laissés après la guerre de 1948. Cela l'amène à cofonder en 1959 le Bureau d'information palestinien, puis deux bureaux de la Ligue arabe aux États-Unis. Son dernier rôle professionnel est celui de directeur de l'Institut des études palestiniennes à Beyrouth, au cours des années 1960–70, pendant lesquelles il publie Palestine - Loss of a Heritage.
Son épouse meurt d'une crise cardiaque en 1965. En 1970, il prend sa retraite, s'établit au Canada, à Toronto, et commence à écrire sur l'histoire du conflit israélo-palestinien : Palestinian Rights and Losses in 1948 (1988), Bitter Harvest: a Modern History of Palestine (1989). Il meurt le 22 avril 2004, à l'âge de 100 ans. Il est enterré à Toronto, malgré son souhait d'être inhumé dans sa ville natale de Jérusalem, : « Je voudrais être enterré à Jérusalem, mais je n'ai pas le choix », déclarait-il au journaliste Hicham Safieddine, lors de sa dernière interview,.

## Publications
- (en) Land ownership in Palestine, New York, Palestine Arab Refugee Office, 1957
- (en) Palestine partitioned, 1947–1958, New York, Arab Information Center, 1959
- (en) Israel and the Arab minority, New York, Arab Information Center, 1959
- (en) Israel according to Holy scriptures, Dallas (Texas), 1960
- (en) Palestine: questions and answers , New York, Arab Information Center, 1961
- (en) German reparation versus Israeli confiscations, New York, Arab Information Center, 1961
- (en) Who benefits from anti-Semitism, New York, Arab Information Center, 1961
- (en) Palestine Loss of Heritage, San Antonio (Texas), The Naylor Co., 1963
- (en) Palestine in the United Nations, New York, Arab Information Center, 1964 (Information paper no 24)
- (en) Bitter Harvest: Palestine 1914–1967, New York, New World Press, 1967
- (en) The case of Palestine before the 23rd session of the United Nations, October–December 1968, 1969
- (en) Palestine in focus, Palestine Liberation Organization Research Center, 1969
- (en) Village statistics, 1945: A classification of land and area ownership in Palestine, Centre de recherches de la Palestine, 1970
- (en) The Palestine Diary : Volume I and II, New World Press, 1972
- (en) Crime and no punishment: Zionist Israeli terrorism, 1939–1972 (Palestine essays), Centre de recherches de la Palestine, 1972
- (en) Bitter Harvest, Palestine Between 1914–1979, Caravan Books, 1979  (ISBN 978-0-88206-025-5)
- (en) The Jews, Zionism, and the Bible: a study of 'Biblical' and 'historical' claims, Toronto (Ontario), The Arab Palestine Association, 1981
- (en) Palestinian Rights and Losses in 1948: A Comprehensive Study, Saqi Books, 2000  (ISBN 0-86356-157-8)

Publications posthumesExtraits de ses mémoires non publiés, parus avec introduction et notes dans la revue trimestrielle de l'Institut des études palestiniennes :
- (en) « Sodomy, Locusts, and Cholera: A Jerusalem Witness », Jerusalem Quarterly, no 53,‎ 2013, p. 7-27 (lire en ligne [PDF])
- (en) « Catastrophe Overtakes the Palestinians: Memoirs, Part II », Jerusalem Quarterly, no 59,‎ 2014, p. 100-115 (lire en ligne [PDF])